# Бенджамін Морелл
Бенджамін Морелл (англ. Benjamin Morrell; 5 липня 1795 – 1839) — американський капітан і дослідник, який між 1823 і 1831 роками здійснив ряд подорожей, переважно в Південному океані та на островах Тихого океану, які були описані у його книзі «Розповідь про чотири подорожі» («англ. Narrative of Four Voyages»). В ході промислово-дослідної експедиції на шхуні «Восп» в антарктичному морі Ведделла у своїй книзі Морелл вказує точні координати острова-примари Нова Південна Ґренландія і приблизний опис його берегової лінії, що простягалася, за його заявою, більш ніж на 480 км.

## Юність і кар'єра
Морелл народився у місті Рай, в окрузі Вестчестер, Нью-Йорк, 5 липня 1795 року. Виріс у Стонінгтоні, штат Коннектикут, де його батько, якого теж звали Бенджамін, працював кораблебудівником.

### Книги та журнали
- Baker, Samuel White (2008). Eight Years' Wandering in Ceylon. Project Gutenberg. Архів оригіналу за 12 липня 2013. Процитовано 26 лютого 2009.
- general eds.: John A. Garraty .... (1999). Garraty, John A. and Mark C. Carnes (ред.). American National Biography. Т. 15. New York: Oxford University Press. ISBN 0-19-512794-3.
- Gould, Rupert T. (1929). Enigmas. London: Philip Allan & Co. ISBN 0517310813.
- Keynes, R.D. (ed.) (1979). The Beagle Record. Cambridge: Cambridge University Press. ISBN 9780521218221. Процитовано 1 березня 2009.
- Kricher, John C. (2006). Galapagos: A natural history. Princeton: Princeton University Press. ISBN 9780691126333. Процитовано 12 лютого 2009.
- McGonigal, David (2003). Antarctica. London: Frances Lincoln. ISBN 9780711229808. Процитовано 10 лютого 2009.
- Malone, Dumas, ред. (1934). Dictionary of American Biography. Т. VI. New York: Charles Scribner's Sons.
- Mill, Hugh Robert (1905). The Siege of the South Pole. London: Alston Rivers.
- Mills, William James (2003). Exploring Polar Frontiers. ABC-CLIO, Santa Barbara. ISBN 1-57607-422-6. Процитовано 17 грудня 2008.
- Morrell, Benjamin (1832). A Narrative of Four Voyages...etc. New York: J & J Harper. Процитовано 17 грудня 2009.
- Novatti, Ricardo (1963). Pelagic Distribution of Birds in the Weddell Sea (PDF). Polarforsch. German Society of Polar Research (33): 207—13. Архів оригіналу (PDF) за 18 березня 2009. Процитовано 28 лютого 2009.
- Ridgely, J.V. (June 1970). The Continuing Puzzle of Arthur Gordon Pym: Some Notes and Queries. Poe Newsletter. Washington State University Press. III (1): 5—6. Архів оригіналу за 4 березня 2009. Процитовано 27 лютого 2009.
- Rodriguez, Jaime E (1998). The Independence of Spanish America. Cambridge: Cambridge University Press. ISBN 9780521626736. Процитовано 13 лютого 2009.
- Shackleton, Ernest (1983). South. London: Century Publishing. ISBN 0-7126-0111-2.
- Simpson-Housley, Paul (1992). Antarctica:Exploration, Perception and Metaphor. New York: Routledge. ISBN 9780415082259. Процитовано 17 грудня 2008.

### Інтернет
- A recently revealed tino aitu figure from Nukuoro Island (PDF). Fine Arts Museum of San Francisco. Архів (PDF) оригіналу за 12 липня 2013. Процитовано 20 лютого 2009.

- Exploration Through the Ages: James Weddell. The Mariners' Museum. Архів оригіналу за 12 липня 2013. Процитовано 11 лютого 2009.
- Foreign Ships in Micronesia: Pohnpei. Micronesian Seminar. Архів оригіналу за 12 липня 2013. Процитовано 20 лютого 2009.
- Foreign Ships in Micronesia: Chuuk. Micronesian Seminar. Архів оригіналу за 12 липня 2013. Процитовано 20 лютого 2009.
- Ichaboe Island, Namibia. Animal Demography Unit, Namibia. Архів оригіналу за 12 липня 2013. Процитовано 22 лютого 2009.
- Introduction to Penguin Classics edition of The Narrative of Arthur Gordon Pym of Nantucket by E.A.Poe. Penguin Books. 1999. ISBN 9780140437485. Процитовано 27 лютого 2009.
- Jean-Baptiste Charles Bouver de Lozier, 1704–86. SouthPole.com. Архів оригіналу за 12 липня 2013. Процитовано 9 лютого 2009.
- Slavery in Cape Verde. United Nations Educational, Scientific and Cultural Organization. Архів оригіналу за 13 березня 2005. Процитовано 16 лютого 2009.
- South Georgia and the South Sandwich Islands. Geonames. 2008. Архів оригіналу за 13 серпня 2011. Процитовано 19 грудня 2008.
- Turtles of the World. University of Amsterdam. Архів оригіналу за 12 липня 2013. Процитовано 13 лютого 2009.
- Two extraordinary travellers: Alexander Selkirk – the real Robinson Crusoe?. British Broadcasting Corporation. Архів оригіналу за 12 липня 2013. Процитовано 12 лютого 2009.
- Two Hundred Years Before the Mast – Personal Narratives. University of Delaware. Архів оригіналу за 12 липня 2013. Процитовано 12 лютого 2009.
- Weather, wind and activity on Bouvetøya. Norwegian Polar Institute. Архів оригіналу за 12 липня 2013. Процитовано 12 лютого 2009.
- Wilhelm Filchner 1877–1957. South-pole.com. Архів оригіналу за 13 серпня 2011. Процитовано 18 грудня 2008.